# Kinu Nishimura
Kinu Nishimura (西村 キヌ Nishimura Kinu?) (Prefectura de Hyōgo,  5 de octubre de 1969) es una artista conceptual e ilustradora japonesa de videojuegos y anime. Freelance, especialmente conocida por su diseño de personajes y arte promocional para los juegos de lucha de Capcom durante la década de 1990.

## Biografía
Nishimura, seudónimo que usa habitualmente, es el nombre de su abuela materna. En su primer año de secundaria tuvo la oportunidad de ayudar al animador Tomonori Kogawa con las ilustraciones de la serie Combat Mecha Xabungle. En la universidad  de Kioto estudió la especialidad de Arte y Diseño. Durante ese tiempo, se dedicó a retocar las ilustraciones hechas por Akira Yasuda, para los videojuegos Final Fight y Magic Sword. Le gustaba el manga y el arte e imágenes más tradicionales, así que decidió intentar encontrar trabajo en ese campo. Sin embargo, no sabía nada sobre el trabajo de diseño de personajes ni sobre videojuegos. Sus vagas ambiciones entonces eran ser una animadora o ilustradora de manga o algo así.

### Trayectoria profesional
Su primer trabajo fue el de ayudante para el proyecto Muscle Bomber. Entre 1991 y 2008, trabajó para Capcom. Siendo una de las primeras artista de esta compañía en ilustrar con Photoshop. Su arte ha ido evolucionando a lo largo de los años, desde sus comienzos como artista de sprites o pixel art hasta ilustraciones que a día de hoy aparecen tanto en los juegos como en sus portadas. Una de sus aportaciones al mundo de los fighting games más importantes fue durante su época de trabajo en Darkstalkers Resurrection, donde no solo trabajó en el diseño conceptual de todos los personajes sino que también se encargó de la composición y arte final de las portadas.
A finales de los 90 empezó a adquirir más reconocimiento como ilustradora. Y empezó a  participar en proyectos de diferentes campos. Entre 2009 y 2014 trabajó diseñando algunos de los personajes de animación y sus vestimentas como Overman King Gainer, Overlord y Sirius the Jaeger. En 2021, como artista freelance, seguía prestando sus exquisitos trazos a los videojuegos. 
Su estilo de dibujo ha ido evolucionando con el paso del tiempo, aunque sin dejar de lado sus mayores señas de identidad como son la exagerada proporción de las extremidades inferiores de los personajes masculinos o la poca dureza a la hora de representar los rasgos de los rostros. En ellos destaca el color. Esta artista usa una forma de colorear bastante representativa que recuerda a la acuarela o incluso a los rotuladores. Las sombras e iluminación son muy importantes en sus ilustraciones. Su arte se puede apreciar especialmente en las series Versus y en Street Fighter III. Cuenta con varios libros de arte y participaciones en guías y manuales de múltiples empresas de videojuego.
Su evolución en la composición como técnica de diseño, la convirtió en un referente para las nuevas generaciones. Es altamente aclamada y popular, tanto en Japón como fuera.